# Cardamomina
Cardamomina es una chalcona que ha sido aislada de varias plantas, incluidas Alpinia katsumadai o Alpinia conchigera. Ha sido recibida con atención por la comunidad científica debido a la espectación sus us beneficios para la salud humana.